# 마오리 음악
마오리 음악(마오리어: pūoro Māori)은 뉴질랜드의 원주민인 마오리족이 작곡하거나 연주하는 음악으로 여러 가지 양식의 민요들이 있으며 종종 시와 춤이 결합된다.
이러한 전통음악적 유산 외에도 19세기 유럽의 뉴질랜드 식민지화 이후 수입된 서양 음악 양식의 영향을 받은 새롭게 해석된 노래들이 있다. 현대의 로큰롤, 소울, 레게, 힙합과 같은 다양한 장르에서 활동하는 유명한 마오리 음악가들이 있다.

## 전통적 양식

### 와이아타
문자 그대로 노래를 뜻하기도 하는 와이아타(waiata)는 마오리의 전통적 민요 양식이다. 독창이나 합창으로 부르며 성부를 나누어 부르기도 한다. 와이아타의 종류에는 자장가인 오리오리(oriori), 사랑을 노래하는 와이아타 아로하(waiata aroha), 애도를 나타내는 와이아타 탄기(waiata tangi) 등이 있다. 마오리의 전통에서 모든 공식 연설 뒤에는 연사와 지지자들이 부르는 와이아타가 이어진다. 일부 작은 관악기도 함께 사용되며, 부들을 이용한 실로 만든 공에 줄을 매단 포이를 돌리는 소리가 리듬을 맞춘다.

### 모테아테아
18세기 후반에 뉴질랜드 군도를 방문한 쿡 선장은 마오리족이 "반음"으로 노래를 부르며 화성이 전혀 없는 불협화음으로 노래한다고 보고하였다. 쿡이 언급한 것은 사실 고대 챈트인 모테아테아(Mōteatea)이다. 이 양식의 노래는 미분음조를 사용하여 채보할 경우 악보에 하나의 음만을 나타내고 실제 노래할 때에는 끝부분의 음 높이를 떨구며 선율을 반복하다가 마지막 선율에서 사라지게 한다. 노래가 중단되는 것은 불길한 징조였기 때문에 가수들은 여러 하위 그룹으로 나뉘어 번갈아 부르면서 노래의 흐름을 방해하지 않고 다른 그룹이 숨을 쉴 수 있도록 노래하였다.
아피라나 응가타(Āprirana Ngata, 1874년 - 1950년)는 모테아테아 가사를 수집한 채록집 《응가 모에아테아》(Ngā Mōteatea)를 출간하였다.

### 카랑가
카랑가(karanga)는 마오리의 환영 의식인 포휘리(pōwhiri)가 시작될 때 하는 공식적이고 의례적인 부름과 응답으로 주로 공동체의 신성한 장소이자 모임 장소인 마라에(marae)에서 부른다. 카랑가는 거의 전적으로 여성에 의해 진행되며 의식의 단계에 맞추어 지정되어 있는 선창자가 진행한다. 손님을 맞이하는 쪽의 여성 선창자는카이카랑가(kaikaranga)라고 하며, 방문한 그룹에 속한 사람은 카이화카우투(kaiwhakautu)라고 부른다. 숙련된 카이카랑가는 그룹과 방문 목적에 대한 중요한 정보를 요약한다.

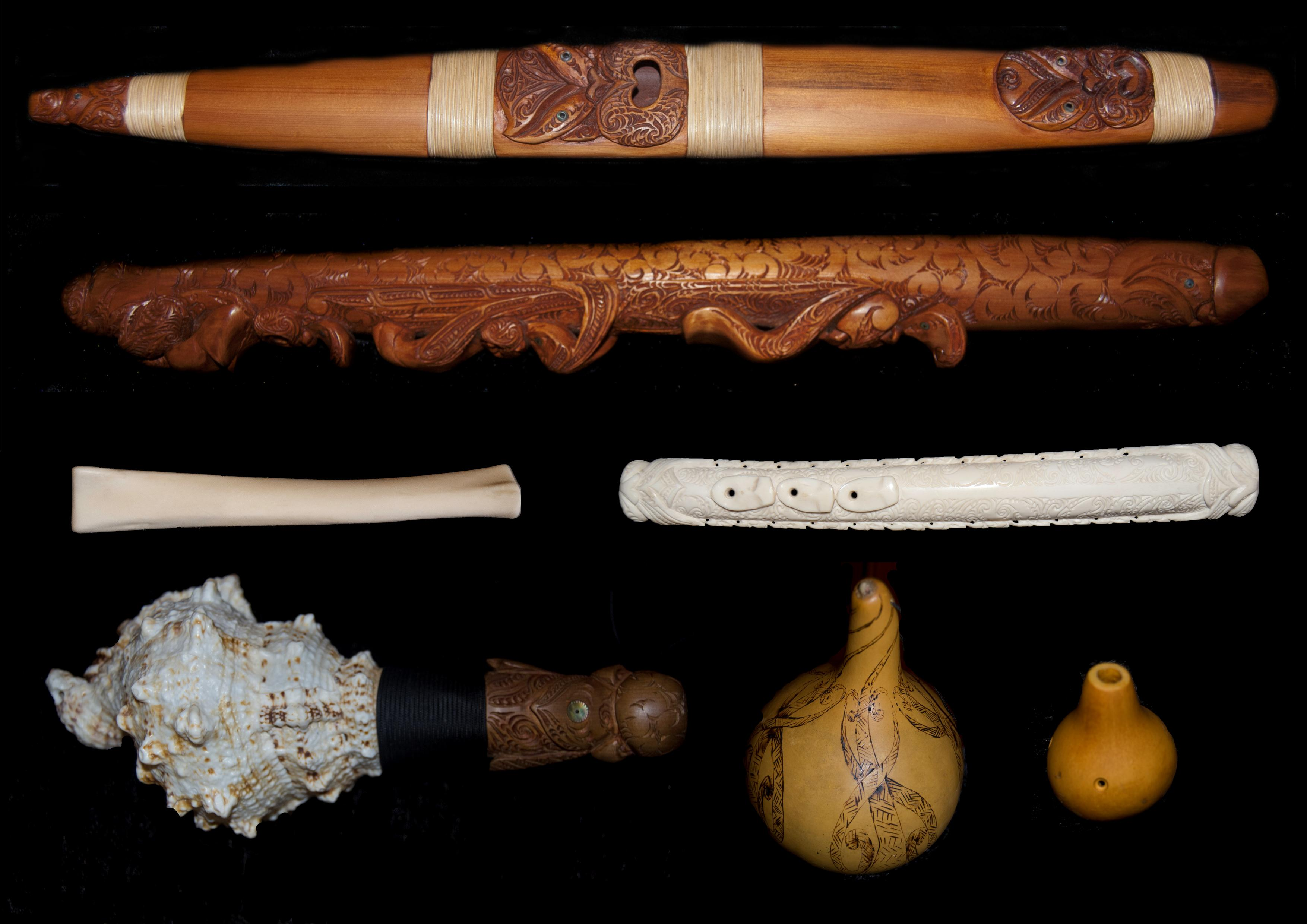
호로모나 호로 컬렉션의 마오리 전통 악기.

### 타옹가 푸오로
마오리 음악에 쓰이는 관악기와 타악기, 줄을 매달아 돌리는 회전 악기는 모두 합하여 타옹가 푸오로(taonga pūoro)라고 한다. 다양한 유형의 플루트와 나무 나발, 타악기 등이 있으며 사람이 내지르는 표호도 악기처럼 쓰인다.

### 전통음악의 부활
오늘날 널리 알려진 마오리 전통 음악 양식은 20세기 초 아피라나 응가타(Āpirana Ngata)가 여러 부족들의 다양한 전통을 합하여 표준화한 와이아타-아-링가(waiata-a-ringa, 움직임과 함께 부르는노래)에 따른 것이다. 마오리족 최초로 뉴질랜드 대학교를 졸업한 아피라나 응가타는 학자이자 마오리족의 권리 신장을 위한 정치인으로서 활동하였으며 교사이자 작곡가로 활동한 투이니 응가와이(Tuini Ngawai)와 함께 로토루아에서 진행된 관광객을 위한 공연을 통해 포이, 하카, 스틱 게임 등과 함께 고대 챈트와 와이아타-아-링가 등의 양식을 발전시켰다. 이러한 공연을 하는 팀을 카파 하카라고 하며 이들은 여러 이위(iwi, 부족)의 전통을 발굴하고 높은 수준의 공연으로 발전시켰다.
1964년 마오리 음악의 발전 장려를 위한 폴리네시안 페스티벌이 출범하여 오늘날 테 마타티니로 계속되고 있다.

## 현대 마오리 음악
20세기 중반부터 기타가 도입되어 오늘날 마오리 공연의 보편적인 반주 악기가 되었다. 그 이전에는 피아노나 바이올린이 반주로 사용되었다. 히네웨히 모히, 티키 타아네, 마이세이 리카와 같은 음악가들은 전통 악기의 사용을 부활시켰다.
마오리의 긍지를 장려하기 위해 활동한 응가타와 투이니 응가와이는 자긍심 고취와 전쟁에 참전한 군인의 사기 진작을 위해 1939년부터 유럽 음악 양식을 도입한 많은 노래를 작곡하였다. 이 가운데 《호키 마에 에 타마 마》(Hoki mai e tama mā, 돌아오라 아들들아) , 《에 테 호코위티-아-투》(E te Hokowhiti-a-Tū , 수십번 다시 일어서)와 같은 곡은 오늘날에도 여전히 불린다. 최근에는 재즈, 스윙, 록 등 해외에서 유래한 다른 스타일도 도입되었다. 1980년대와 1990년대에 히리니 멜번은 전통적인 양식을 변형한 노래를 많이 작곡하였고, 허브스와 같은 그룹은 마오리 스타일의 레게 음악을 만들었다. 오늘날 마오리 커뮤니티에는 헤비메탈 양식의 노래도 널리 퍼져 있다.
1970년대 마오리 음악은 뉴질랜드 방송에서 아주 작은 부분이었다. 1973년 뉴질랜드 항공에서 사용된 음악 가운데 마오리 음악은 매주 15분 분량이었다. 1980년대 들어 데아네 와레티니의 《The Bridge》(1981년), 콘서츠의 《Maoris on 45》(1982년) , 《E Ipo》(1982년)를 포함한 많은 곡들이 히트하면서 방송에서도 마오리 음악이 차지하는 분량이 늘기 시작하였다. 80년대 마오리 음악 최대의 히트곡은 1984년 뉴질랜드 최고 싱글로 선정된 《Poi E》로 파테아 마오리 클럽이 연주하였다.
1986년 와이탕기 재판소에서 마오리어를 뉴질랜드 정부가 보호해야할 타옹가(taonga, 보물)로 주장되면서 마오리 음악과 마오리어 방송이 캠페인 수단으로 사용되었다. 1980년대에서 1990년대에 걸쳐 뉴질랜드에 지역 이위 라디오 방송국이 설립되었고, 1990년 정부는 마오리 언어와 문화를 위한 특별 주파수를 할당하였다. 라디오 와아테아, 라디오 타이누이, 타후 FM, 마이 FM과 같은 방송국들이 설립되어 전파를 송출하였고 뉴질랜드 정부 기관인 NZ 온에어와 테 망가이 파호가 마오리 음악 발전 기금을 지원하였다. 1990년대에는 모아나 앤 더 모아헌터스(Moana and the Moahunters), 사우스사이드 오브 봄베이(Southside of Bombay ), 히네웨히 모히(Hinewehi Mohi)와 같은 음악가들이 마오리어 가사를 사용한 노래들을 발표하였다. 1980년대 이후 마오리 음악은 미국의 블랙 뮤직 장르와 레게의 영향을 받았다.
1998년부터 2010년까지 NZ 온에어가 라디오 방송국용 마오리 음악 편집 앨범을 제작하면서 크로스오버의 성공 가능성을 지닌 마오리 음악을 선보이려 하였으나 성적은 그리 좋지 않았다. 2014년에는 《Poi E》의 성공을 재현하기 위한 도전으로 만들어진 《Aotearoa》(아오테아로아)가 발표되었다. 이 곡에는 스탠 워커, 리아 홀, 트로이 킹기, 마이세이 리카 등이 참여하였고 그해 뉴질랜드 싱글 차트 2위를 차지하였다.
2019년 11명의 뉴질랜드 음악가들은 1999년 럭비 월드컵 준결승에서 히네웨히 모히가 마오리어로 국가를 부른 일을 기념하기 위해 《Waiata / Anthems》를 만들었다. 이앨범에는 식스60, 스탠 워커, 베니, 드랙스 프로젝트, 빅 룽가 등이 참여하였고 뉴질랜드 공식 음악 차트 1위를 차지하는 상업적인 성공을 거두며 2019년 뉴질랜드에서 가장 성공적인 앨범 중 하나가 되었다. 2021년 중반 리코디드 뮤직 NZ는 마오리어 음원 차트를 별도로 개시하기 시작하였다.